# Villefranche-de-Lonchat
Villefranche-de-Lonchat è un comune francese di 936 abitanti situato nel dipartimento della Dordogna nella regione della Nuova Aquitania.

## Società

### Evoluzione demografica
Abitanti censiti